# Candelario
Candelario este o arie protejată (arie specială de conservare — SAC, sit de importanță comunitară — SCI) din Spania întinsă pe o suprafață de 8.165,91 ha, integral pe uscat.

## Localizare
Centrul sitului Candelario este situat la coordonatele 40°20′23″N 5°45′45″W / 40.3398°N 5.7625°V.

## Înființare
Situl Candelario a fost declarat sit de importanță comunitară în ianuarie 1998 pentru a proteja 2 specii de plante și 14 specii de animale. Situl a fost protejat și ca arie specială de conservare în septembrie 2015.

## Biodiversitate
Situată în ecoregiunea mediteraneană, aria protejată conține 24 de habitate naturale: Păduri de stejar galițio-portugheze cu Quercus robur și Quercus pyrenaica, Pajiști uscate europene, Pajiști alpine și boreale, Pajiști umede atlantice temperate cu Erica ciliaris și Erica tetralix, Lacuri și iazuri distrofice naturale, Pseudostepă cu ierburi și specii anuale de Thero-Brachypodietea, Liziere de ierburi înalte hidrofile de câmpie și de nivel montan până la alpin, Păduri aluvionare cu Alnus glutinosa și Fraxinus excelsior (Alno-Padion, Alnion incanae, Salicion albae), Formațiuni montane de Cytisus purgans, Păduri de Castanea sativa, Pajiști oro-iberice cu Festuca indigesta, Grohotișuri termofile și vest-mediteraneene, Mlaștini turboase de tranziție și turbării mișcătoare, Păduri termofile cu Fraxinus angustifolia, Pajiști cu Molinia pe soluri calcaroase, turboase sau argilos-nămoloase (Molinion caeruleae), Roci stâncoase cu vegetație pionieră de Sedo-Scleranthion sau Sedo albi-Veronicion dillenii, Păduri mediteraneene de Taxus baccata, Pante stâncoase silicioase cu vegetație casmofită, Păduri de Ilex aquifolium, Ape oligotrofe din câmpii nisipoase, cu un conținut foarte redus de minerale (Littorelletalia uniflorae), Formațiuni ierboase bogate în specii de Nardus, dezvoltate pe substraturi silicioase în zone montane (și în zone submontane, în Europa continentală), Lande oro-mediteraneene cu formațiuni endemice de grozamă, Fânețe de joasă altitudine (Alopecurus pratensis, Sanguisorba officinalis), Turbării active.
La baza desemnării sitului se află mai multe specii protejate:
- plante (2): Festuca elegans, Veronica micrantha
- amfibieni (1): Discoglossus galganoi
- mamifere (6): liliac cârn (Barbastella barbastellus), Galemys pyrenaicus, vidră de râu (Lutra lutra), Microtus cabrerae, liliac comun (Myotis myotis), liliacul mare cu potcoavă (Rhinolophus ferrumequinum)
- nevertebrate (3): fluturele auriu (Euphydryas aurinia), Euplagia quadripunctaria, rădașcă (Lucanus cervus)
- reptile (4): țestoasa de baltă (Emys orbicularis), Iberolacerta monticola, Lacerta schreiberi, Mauremys leprosa

Pe lângă speciile protejate, pe teritoriul sitului au mai fost identificate 19 specii de plante, 10 specii de amfibieni, 16 specii de mamifere, 5 specii de nevertebrate, 4 specii de reptile.